# Liste der Bodendenkmäler in Großheubach
Auf dieser Seite sind die Bodendenkmäler in dem unterfränkischen Markt Großheubach zusammengestellt. Diese Tabelle ist eine Teilliste der Liste der Bodendenkmäler in Bayern. Grundlage ist die Bayerische Denkmalliste, die auf Basis des Bayerischen Denkmalschutzgesetzes vom 1. Oktober 1973 erstmals erstellt wurde und seither durch das Bayerische Landesamt für Denkmalpflege geführt wird. Die folgenden Angaben ersetzen nicht die rechtsverbindliche Auskunft der Denkmalschutzbehörde.

## Bodendenkmäler in Großheubach
| Lage       | Objekt                                                                                    | Akten-Nr.     | Bild |
| ---------- | ----------------------------------------------------------------------------------------- | ------------- | ---- |
| (Standort) | Brandgräber der Urnenfelderzeit sowie Siedlung der Urnenfelderzeit und der Hallstattzeit. | D-6-6221-0019 |      |
| (Standort) | Brandgräber der Urnenfelderzeit.                                                          | D-6-6221-0020 |      |
| (Standort) | Bestattungen des Endneolithikums.                                                         | D-6-6221-0021 |      |
| (Standort) | Bestattungen der frühen bis mittleren Latènezeit.                                         | D-6-6221-0022 |      |
| (Standort) | Grabhügel vorgeschichtlicher Zeitstellung, daraus Funde der Hallstattzeit.                | D-6-6221-0024 |      |
| (Standort) | Verebneter mittelalterlicher Turmhügel.                                                   | D-6-6221-0025 |      |
| (Standort) | Archäologische Befunde im Bereich der frühneuzeitlichen befestigten Kath. Pfarrkirche     | D-6-6221-0134 |      |
| (Standort) | Archäologische Befunde im Bereich der frühneuzeitlichen Kath. Friedhofskapelle St. Joseph | D-6-6221-0135 |      |
| (Standort) | Archäologische Befunde im Bereich der frühneuzeitlichen Kath. Kapelle Maria Hilf          | D-6-6221-0136 |      |
| (Standort) | Archäologische Befunde im Bereich der frühneuzeitlichen Klosteranlage auf dem Engelberg   | D-6-6221-0137 |      |
| (Standort) | Archäologische Befunde im Bereich der frühneuzeitlichen Kath. Kapelle St. Ignatius        | D-6-6221-0138 |      |